# Istorie contemporană
Istoria contemporană este considerată perioada în care tehnologia și știința continuă să se dezvolte pe întreaga planetă și totodată perioada care o succede pe cea în care munca manuală a fost înlocuită de industria automatizată și mecanizată cunoscută sub numele de epoca modernă. Ca și celelalte epoci istorice, aceasta nu are începutul stabilit la o anumită dată. Cele mai populare invenții din această epocă sunt automobilul, internetul, telefonul mobil și altele.
Știința și tehnologia sunt într-o continuă expansiune deoarece omul creează în continuare invenții care să-i asigure traiul, să-și afle originea și să descopere cât mai multe lucruri despre Univers.

## Vezi și
- Preistorie
- Istorie
- Antichitatea
- Evul Mediu
- Renașterea
- Epoca modernă